# Шошоне (река)
Шошоне (англ. Shoshone River) — река на севере штата Вайоминг, США. Левый приток реки Бигхорн, которая в свою очередь является притоком реки Йеллоустон. Длина составляет около 160 км; площадь бассейна — около 7741 км². Средний расход воды составляет 29 м³/с.
Берёт начало в районе горного хребта Абсарока, на территории национального леса Шошоне. Впадает в Бигхорн вблизи города Ловелл, округ Биг-Хорн. Протекает через города Коди, Пауэлл и Байрон. Вблизи Коди река протекает через вулканически активный регион, известный своими фумаролами и называемый «Ад Колтера». К западу от Коди на реке имеется плотина Буффало-Билл, которая строилась с 1905 по 1910 годы в рамках проекта Шошоне.